# NewsGuard
NewsGuard è un'estensione per browser Internet, creata da NewsGuard Technologies. Il programma contrassegna le notizie con un'icona di colore verde oppure rosso, che permette agli utenti di riconoscere le fake news.
La casa madre viene fondata nel 2018 da Steven Brill e L. Gordon Crovitz, con un finanziamento della John S. and James L. Knight Foundation, e del Publicis Groupe. 

NewsGuard è supportata da Google Chrome, Microsoft Edge, Firefox e Safari. È installato nativamente nella versione di Edge per dispositivi mobili, previa abilitazione da parte degli utenti. La lista dei siti inaffidabili contiene, fra gli altri: WikiLeaks, InfoWars, il Daily Kos, l'agenzia di stampa Sputnik, Breitbart News e Russia Today.

## Descrizione
La selezione dei siti avviene in modalità semi-automatica, col contributo di uno staff che valuta i domini secondo nove dimensioni di analisi, ciascuna con un proprio punteggio, dal quale viene calcolato un indicatore numerico di sintesi, il cui valore è compreso fra 0 a 100. La soglia di ammissibilità è fissata al punteggio di 60: sopra tale punteggio, gli URL ottengono l'icona verde.
L'applicazione e i rating sono proprietari e accessibili gratuitamente. Gli utenti possono visionare il dettaglio dei punteggi assegnati per ciascuno dei nove criteri, il nome del valutatore, eventuale notifica di conflitti di interessi anche potenziali, ovvero dell'assenza di finanziamenti da parte di gruppi di pressione. I criteri adottati comprendono: 
- la frequenza di informazioni inaccurate;
- la pertinenza dei titoli, fra i quali quelli clickbait;
- la distinzione fra notizia fattuale e giornalismo d'opinione;
- il livello di trasparenza in merito all'assetto proprietario e alle affiliazioni politiche dei titolari del sito Web.

## Modello di business
NewsGuard trae profitto da aziende tecnologiche e operatori del settore pubblicitario, i quali ritengono che l'attività di valutazione e filtro preventivo sul traffico Internet degli utenti tuteli il valore economico dei marchio aziendali, sottraendo lettori ai siti che potrebbero danneggiarne l'immagine pubblica, vanificando gli investimenti promozionali.
Secondo Brill, il posizionamento di mercato di NewsGuard è alternativo sia alla regolamentazione governativa, che all'autoregolamentazione di settore e agli algoritmi automatizzati, come quelli utilizzati da Facebook. Dopo aver valutato i primi 2.000 siti di notizie più popolari negli Stati Uniti, nel primo semestre del 2019 NewsGuard ha aperto i propri domini nazionali per Regno Unito, Italia, Germania e Francia, in linea con la previsione di concludere prima delle elezioni europee.

## Controversie
Breitbart News, uno dei siti valutati negativamente, ha dichiarato che NewsGuard rappresenta "l'ultimo sforzo dei media dell'establishment di censurare i media alternativi".

NewsGuard ha indirettamente risposto che in generale cerca di prendere contatti e di collaborare con i siti che valuta come non conformi ai propri criteri.

Secondo Crovitz, "decine di siti di notizie hanno cambiato le loro pratiche in base ai nostri criteri giornalistici sulla credibilità e la trasparenza al fine di diventare fonti di notizie più affidabili".